# 藤田陽子 (女優)
藤田 陽子（ふじた ようこ、1980年6月10日 - ）は、日本の女優、歌手、モデル。奈良県出身。身長161cm、B81・W61・H87、足のサイズは24cm。趣味:日本舞踊、ギター、特技:書道（6段）、着付け、バレーボール。

## 来歴・人物
当初は歌手として「Laugh and Peace」にボーカルとして加入、1999年2月にシングル「ちょっときいてな」でデビュー。モデルとしても『SEDA』『soup』などのファッション雑誌で活躍した。
映画初主演は、榎本加奈子とダブル主演を果たした2004年製作の『犬猫』。
2005年には演出家の野田秀樹と結婚。

## 出演

### 映画
- 模倣犯（2002年） - 高井由美子 役
- 犬と歩けば チロリとタムラ（2004年） - 古川美紀 役
- 犬猫（2004年） - スズ 役
- D.P（2004年）
- イン・ザ・プール（2005年）
- デス・トランス（2006年） - GODDESS（女神） 役
- 殺しのはらわた（2006年）
- 四谷怪談（2006年）
- けものがにげる（2007年）
- 人のセックスを笑うな（2007年） - 画家 役
- ハイピッチャー（web限定ショートムービー）（2007年）
- 真・女立喰師列伝「草間のささやき 氷苺の玖実」（2007年） - 玖実 役
- 闘茶〜Tea Fight〜（2008年） - 八木緑 役
- 斬-KILL-「ASSAULT GIRL2」（2008年）
- 熊の神（2009年）
- TOCHKA（2009年）
- ニシノユキヒコの恋と冒険（2014年）- 松葉杖の女 役

### CM
- 資生堂 花の肌水（2000年）
- エフティ資生堂「ティセラ・トコナッツココナッツ」（2001年） - ポルノグラフィティと共演
- 日本たばこ産業（2001年）
- NOVA（2002年-2003年）
- ボーダフォン日本法人 vodafone（2003年） 『父の誕生日編』、『ハッピーボーナス・レストラン編』
- マクドナルド（2003年）
- imju「dejavu ファイバーウィッグ 塗るつけまつげ」（2005年）
- 常盤薬品工業 南天のど飴（2006年）
- オープンハウス「犬のジョン」シリーズ（2013年-2016年）

### テレビ番組
- LOVE LOVEあいしてる（フジテレビ、LOVE LOVE ALL STARSのコーラスメンバーを務める。）
- 3か月トピック英会話 一日丸ごと英語で話そう!（2005年4月-6月、NHK）

### ラジオ番組
- 藤田陽子のBeat Kids Street（AIR-G'）

### PV
- キャプテンストライダム「わがままチャック」（2008年）
- DJ OZMA「六本木ツンデレラ」（2008年）
- アニメ「やんやんマチコ」マチコ役（声）（2009年）

## CD

### シングル
- ちょっときいてな（1999年、エピックレコード） - Laugh&Peace Featuring 藤田陽子として
- スフィア（1999年、ソニー・ミュージック）- 「未来少年コナンII タイガアドベンチャー」オープニングテーマ。pal@popプロデュース

### アルバム
- あたいの涙（2002年、キューンレコード）
- 茶の味(「A KATSUHITO ISHUI FILM “THE TASTE OF TEA” ORIGINAL SOUNDTRACK」収録。2004年、ビクターエンタテインメント)-石井克人監督作品「茶の味」主題歌。LITTLE TEMPO/藤田陽子名義。

#### ゲームミュージック
- ビブリボン（1999年12月9日） - プレイステーション、ソニー・コンピュータエンタテインメント - Laugh&Peace Featuring 藤田陽子として

### ゲームミュージックサウンドトラック
- ビブリップル & ビブリボン オリジナルサウンドトラック（2004年7月7日） - キングレコード - Laugh&Peace Featuring 藤田陽子として